# Sophie von Saldern
Sophie Rudolfine von Saldern (ur. 30 marca 1973 w Getyndze) – niemiecka koszykarka, występująca na pozycjach skrzydłowej, medalistka mistrzostw Europy (1997), pięciokrotna mistrzyni Niemiec.
W reprezentacji Niemiec debiutowała 28 grudnia 1993, zakończyła karierę 12 sierpnia 2004. Jej największym sukcesem był brązowy medal mistrzostw Europy w 1997. Ponadto wystąpiła jeszcze na mistrzostwach Europy w 1999 (12 miejsce) i mistrzostwach świata w 1998 (11 miejsce). Łącznie wystąpiła w 106 spotkaniach, zdobywając 914 punktów. W 1989 wystąpiła też na mistrzostwach Europy kadetek, zajmując z drużyną 6 miejsce.
Karierę klubową rozpoczęła w zespole BG 74 Göttingen, zdobywając z nim trzykrotnie mistrzostwo Niemiec w kategoriach juniorskich. W sezonie 1992/1993 występowała w zespole California Women’s Basketball na Uniwersytecie Kalifornijskim w Berkeley. Następnie była zawodniczką Wemex Berlin (1993–1996), z którym zdobyła wicemistrzostwo Niemiec w 1995. Latem 1995 występowała też w australijskim Brisbane Blazers. W sezonie 1996/1997 grała w drużynie City Basket Berlin, zajmując pierwsze miejsce w klasyfikacji najlepszych strzelców ligi. Od 1997 do 2002 była zawodniczką BTV Wuppertal, zdobywając z tą drużyną pięć tytułów mistrzyni Niemiec z rzędu (1998–2002). W 2000 wybrana w drafcie WNBA przez zespół Cleveland Rockers, ale ostatecznie nie zagrała w tej lidze. W sezonie 2002/2003 grała we włoskiej drużynie Delta Basket Alessandra, w sezonie 2003/2004 w hiszpańskim Puig d’en Valls Santa Eulalia. Następnie powróciła do Niemiec. Została zawodniczką BG Dorsten (2004/2005), a jej ostatnim zespołem w karierze był NB Oberhausen (2005–2007)
Po zakończeniu kariery sportowej pracuje jako manager w MAN Diesel & Turbo.

## Osiągnięcia

### Drużynowe
- Mistrzyni Niemiec (1998–2002)
- Zdobywca Pucharu Niemiec (1998–2002)

### Reprezentacja
- Brązowa medalistka mistrzostw Europy (1997)
- Uczestniczka:
  - mistrzostw:
    - świata (1998 – 11. miejsce)
    - Europy:
      - 1997, 1999 – 12. miejsce
      - U–16 (1989 – 6. miejsce)

  - kwalifikacji do Eurobasketu (2001, 2003)
- Liderka Eurobasketu w skuteczności rzutów wolnych (1999 – 92,3%)[2]